# Alpské lyžování na Zimních olympijských hrách 1980
Alpské lyžování na Zimních olympijských hrách 1980 v Lake Placid.

## Medailové pořadí zemí
| Pořadí | Země                         | Zlato | Stříbro | Bronz | Celkově |
| ------ | ---------------------------- | ----- | ------- | ----- | ------- |
| 1.     | Rakousko (AUT)               | 2     | 1       | 1     | 4       |
| 2.     | Lichtenštejnsko (LIE)        | 2     | 2       | 0     | 4       |
| 3.     | Švédsko (SWE)                | 2     | 0       | 0     | 2       |
| 4.     | Západní Německo (FRG)        | 0     | 2       | 0     | 2       |
| 5.     | Spojené státy americké (USA) | 0     | 1       | 0     | 1       |
| 6.     | Švýcarsko (SUI)              | 0     | 0       | 3     | 3       |
| 7.     | Kanada (CAN)                 | 0     | 0       | 1     | 1       |
| 8.     | Francie (FRA)                | 0     | 0       | 1     | 1       |
|        | Celkem                       | 6     | 6       | 6     | 18      |

## Medailisté

### Muži
| Disciplína  | Zlato                            | Výkon   | Stříbro                                   | Výkon   | Bronz                           | Výkon   |
| ----------- | -------------------------------- | ------- | ----------------------------------------- | ------- | ------------------------------- | ------- |
| sjezd       | Leonhard Stock · Rakousko (AUT)  | 1:45,50 | Peter Wirnsberger · Rakousko (AUT)        | 1:46,12 | Steve Podborski · Kanada (CAN)  | 1:46,62 |
| slalom      | Ingemar Stenmark · Švédsko (SWE) | 1:44,26 | Phil Mahre · Spojené státy americké (USA) | 1:44,76 | Jacques Lüthy · Švýcarsko (SUI) | 1:40,20 |
| obří slalom | Ingemar Stenmark · Švédsko (SWE) | 2:40,74 | Andreas Wenzel · Lichtenštejnsko (LIE)    | 2:41,49 | Hans Enn · Rakousko (AUT)       | 2:42,51 |

### Ženy
| Disciplína  | Zlato                                        | Výkon   | Stříbro                                      | Výkon   | Bronz                                   | Výkon   |
| ----------- | -------------------------------------------- | ------- | -------------------------------------------- | ------- | --------------------------------------- | ------- |
| sjezd       | Annemarie Moserová-Pröllová · Rakousko (AUT) | 1:37,52 | Hanni Wenzelová · Lichtenštejnsko (LIE)      | 1:38,22 | Marie-Theres Nadigová · Švýcarsko (SUI) | 1:38,36 |
| slalom      | Hanni Wenzelová · Lichtenštejnsko (LIE)      | 1:25,09 | Christa Kinshoferová · Západní Německo (FRG) | 1:26,50 | Erika Hessová · Švýcarsko (SUI)         | 1:27,89 |
| obří slalom | Hanni Wenzelová · Lichtenštejnsko (LIE)      | 2:41,66 | Irene Eppleová · Západní Německo (FRG)       | 2:42,12 | Perrine Pelen · Francie (FRA)           | 2:42,41 |